# Afromecopoda frontalis
Afromecopoda frontalis är en insektsart som först beskrevs av Walker, F. 1871.  Afromecopoda frontalis ingår i släktet Afromecopoda och familjen vårtbitare. Inga underarter finns listade i Catalogue of Life.